# Slaget ved Fort Eben-Emael
Slaget ved Fort Eben-Emael var et slag mellem belgiske og tyske styrker, der foregik den 10. og 11. maj 1940 som led i Fall Gelb, den tyske invasion af Holland, Belgien, Luxembourg og Frankrig. Angrebet blev udført af tyske faldskærmsjægere, der havde til opgave at erobre Fort Eben-Emael, en belgisk fæstning hvis artilleri dominerede flere vigtige broer over Albert Kanalen, som tyske tropper ville bruge til at trænge ind i Belgien. Mens nogle af de luftbårne tyske tropper angreb fortet og satte dets artilleri ud af spillet, angreb andre samtidig broerne over kanalen og erobrede dem. Efter at have neutraliseret fæstningen fik de luftbårne tropper ordre til at beskytte broerne mod belgiske modangreb, indtil tyske landstyrker fra 18. Arme nåede frem til dem.
Slaget var en afgørende sejr for de tyske styrker, med luftbårne styrker der landede oven på fæstningen ved hjælp af svævefly og brugte sprængstof og flammekastere til at ødelægge fortets ydre forsvar. Faldskærmsjægerne trængte ind i fortet og dræbte en del af forsvarerne og fastholdt resten i de nedre dele af fortet. Samtidig var resten af den tyske angrebsstyrke landet nær de tre broer over kanalen og ødelagde et antal bunkers, hvorefter de besejrede de belgiske styrker, der bevogtede broerne, tog dem til fange og bragte dem under tysk kontrol. De luftbårne tropper led store tab under operationen, men det lykkedes dem at fastholde kontrollen over broerne, indtil der ankom tyske landstyrker, som derefter hjalp de luftbårne styrker med at angribe fortet igen og tvinge de resterende tropper til overgivelse. Tyske tropper kunne herefter bruge de tre broer over kanalen og derved omgå en række belgiske forsvarsstillinger, rykke ind i Belgien og støtte invasionen af landet.

## Baggrund
Den 10. maj 1940 indledte Tyskland offensiven på Vestfronten med at invadere Holland, Belgien og Luxembourg. Ved at angribe gennem disse tre lande regnede den tyske overkommando med at kunne omgå Maginot-linjen og derpå rykke gennem det sydlige Belgien ind i det nordlige Frankrig og afskære British Expeditionary Force og en stor del af de franske styrker – og derigennem tvinge den franske regering til at overgive sig. For at få adgang til Nordfrankrig måtte de tyske styrker besejre de væbnede styrker i Holland og Belgien og enten omgå eller neutralisere en række forsvarsstillinger. Nogle af disse stillinger var kun let forsvaret og skulle blot forsinke fjenden. Nogle af dem havde imidlertid mere permanent karakter og indeholdt betydelige befæstninger og havde ret store garnisoner. Grebbe-Peel linjen i Holland, som strakte sig fra sydkysten af Zuiderzee til den belgiske grænse ved Weert, indeholdt et stort antal befæstninger, som var kædet sammen med naturlige hindringer, såsom marskland og Geld dalen, som let kunne oversvømmes for at vanskeliggøre et angreb. De belgiske forsvarsstillinger bestod af en forsinkende stilling langs Albert kanalen og derpå hovedforsvarslinjen, der forløb langs floden Dyle, der beskyttede havnen i Antwerpen og den belgiske hovedstad Bruxelles. Denne forsinkende stilling var beskyttet af en række fremskudte stillinger, der var besat med tropper, bortset fra et enkelt sted hvor kanalen forløb tæt på den hollandske grænse, der blev kaldt Maastricht blindtarmen, på grund af at denne by lå i nærheden. Det belgiske militær kunne ikke bygge fremskudte stillinger på grund af grænsens nærhed og derfor fik en infanteri division til opgave at bevogte de tre broer over kanalen i dette område, en brigade til hver bro. Broerne blev forsvaret af blokhuse, som var udstyret med maskingeværer og der var artilleristøtte fra fort Eben-Emael, hvorfra artilleriet dækkede alle tre broer. Efter at være blevet klar over, at den belgiske forsvarsplan gik ud på at belgiske tropper i en kort periode skulle holde stillinger langs Albert kanalen og derpå trække sig tilbage og slutte sig til britiske og franske styrker ved floden Dyle, lagde den tyske overkommando planer for hvorledes man kunne forhindre dette og tage kontrollen med de tre broer, foruden en række andre broer i Belgien og Holland, således at deres egne styrker kunne gennembryde de defensive linjer og trænge ind i Holland og Belgien.

## Forspil

### Belgiske forberedelser
Den belgiske 7. infanteridivision fik til opgave at bevogte de tre broer over kanalen, som supplement til tropperne, der var garnisoneret i Fort Eben Emael på daværende tidspunkt. Forsvaret af broerne bestod af fire store beton bunkers på den vestlige side af kanalen for hver bro, tre udstyret med maskingeværer og den fjerde med en anti-tank kanon. Bunkeren med anti-tank kanonen var placeret tæt ved vejen, der førte fra broen, med en maskingevær bunker lige bag broen og to på hver side af broen et kort stykke fra den. Der var en kompagnistilling på den vestlige side af kanalen ved hver af buerne, med en lille observationspost på den østlige side, som hurtigt kunne trækkes tilbage, og alle tre broer kunne ødelægges med sprængladninger der var indbygget i broerne og kunne udløses fra anti-tank bunkerne. Fort Eben Emael, som målte 200 gange 400 meter var blevet bygget i 1930'erne og stod færdigt i 1935. Det var bygget ved at sprænge de nødvendige rum ud af granit og havde mure og lofter bestående af 1,5 meter tyk forstærket beton foruden fire kasematter der kunne trækkes tilbage og 64 bunkers.
Fortet var udstyret med 6 120 mm kanoner der kunne skyde op til 16 km, hvoraf to kunne dreje 360 grader, 15 7,5 cm kanoner, 12 60 mm antitank-kanoner med høj mundingshastighed, 25 dobbelte maskingeværer og et antal anti-luftskyts kanoner. En side af fortet vendte ud mod kanalen mens de andre tre vendte ind land og var beskyttet af minefelter, dybe grøfter, en 6 meter høj mur, beton bunkers med maskingeværer, 15 søgelys placeret oven på fortet og 60 mm anti-tank kanoner. Der var et stor antal tunneler under fortet, der forbandt de enkelte tårne med kommandocenteret og ammunitionslagrene. Fortet havde også sit eget hospital og beboelsesområder for garnisonen foruden et elværk, der leverede strøm til kanonerne, lys indenfor og udenfor og strøm til radionetværket og luftrensningssystemet, der blev brugt af garnisonen. De belgiske planer regnede ikke med at fortets garnison og de tilknyttede enheder skulle udkæmpe et langvarigt angreb mod en angribende styrke. Det blev antaget, at der blev givet tilstrækkelig varsel til at den udsendte styrke på østsiden kunne trækkes tilbage, broerne blive sprængt og garnisonen kunne gøres klar til at udkæmpe et forsinkelsesslag. Forsvarsstyrken ville derefter trække sig tilbage til hovedforsvarslinjen ved Dyle floden, hvor de ville sluttede sig til andre allierede styrker.

### Tyske forberedelser
Det luftbårne angreb på For Eben-Emael og de tre broer det dækkede, var led af en større tysk luftbåren operation, der involverede den 7. faldskærmsdivision og den 22. luftbårne division. Den 7. luftbårne division bestod af tre faldskærmsregimenter og et infanteriregiment, og havde til opgave at erobre en række broer over floder og kanaler, der førte til de hollandske forsvarsstillinger omkring Rotterdam foruden en flyveplads ved Waalhaven. Den 22. luftlande division, der bestod af to infanteri regimenter og en forstærket faldskærmsbataljon havde til opgave at erobre en række flyvepladser i nærheden af Haag ved Valkenburg, Ockenburg and Ypenburg. Når disse flyvepladser var blevet sikret af faldskærmsbataljonen skulle resten af divisionen lande med det formål at erobre den hollandske regeringsby og hele den hollandske regering, den kongelige familie og højtstående personer i det hollandske militær. Divisionen skulle også afbryde alle veje og jernbanelinjer i området for at vanskeliggøre transporten af hollandske styrker. Målet for den tyske overkommando OKW var at bruge de to luftbårne divisioner til at skabe en korridor hvorigennem 18. arme kunne trænge ind i Holland uden at blive forsinket af ødelagte broer. General Kurt Student, som foreslog anvendelsen af de to luftbårne divisioner hævdede, at deres tilstedeværelse ville holde den sydlige adgang til Rotterdam åben, forhindre flytning af hollandske reserver med base i det nordvestlige Holland og eventuelle franske styrker, som måtte være sendt af sted for at hjælpe de hollandske forsvarere, og samtidig forhindre at de allierede kunne benytte hollandske flyvepladser, alt sammen noget som ville hjælpe 18. arme til at kunne rykke hurtigt frem. 400 Junkers Ju 52 transportfly ville blive benyttet til at udkaste faldskærmsstyrkerne og transportere de enheder i de to luftbårne divisioner, som ikke skulle lande med faldskærm eller svævefly.
Den styrke som fik til opgave at angribe fortet og erobre de tre broer blev formeret af enheder fra 7. faldskærmsdivision og den 22. luftlande division og fik navnet Sturmabteilung Koch efter lederen af styrken, kaptajn Walter Koch. Styrken var blevet samlet i november 1939 og bestod fortrinsvis af faldskærmsjægere fra 1. faldskærmsregiment og ingeniører fra 7. faldskærmsdivision foruden en lille gruppe piloter fra Luftwaffe. Selv om styrker fortrinsvis bestod af faldskærmsjægere blev det besluttet at de første landinger skulle ske med svævefly. Adolf Hitler, som var personligt interesseret i hvorledes angrebet skulle udføres, havde beordret at der skulle bruges svævefly efter at han fra sin personlige pilot, Hanna Reitsch, havde fået at vide, at svævefly var næsten lydløse. Det mentes, at da de belgiske anti-luftskyts enheder bruge lyd-sporings udstyr og ikke radar, ville det være muligt at lade svæveflyene være på slæb indtil i nærheden af den hollandske grænse og på den måde opnå at angrebet blev en komplet overraskelse, da de belgiske forsvarere ikke ville kunne opdage dem.
50 DFS 230 transportsvævefly blev leveret til brug for angrebsstyrken og der fulgte en periode med intensiv træning. Der blev gennemført et intensivt studie af fortet, broerne og området i nærheden og en kopi af området blev bygget, som de luftbårne tropper kunne træne i.  Der blev gennemført fælles øvelser mellem faldskærmsjægerne og piloterne på svæveflyene i det tidlige forår af 1940 og der blev lavet en række forbedringer af udstyret og den taktik, der skulle anvendes, såsom at der blev påmonteret pigtråd på svæveflyenes næseski for at få dem til at stoppe hurtigere og de luftbårne tropper blev trænet i brug af flammekastere og særlige sprængstoffer, som var så hemmelige, at de kun blev anvendt på befæstninger i Tyskland og ikke på fæstninger i Tjekkoslovakiet, som lignede For Eben Emael.Hemmeligholdelsen blev også opretholdt på en række andre måder. Da øvelserne var afsluttede blev svævefly og udstyr skilt ad og fjernet i møbelvogne. Enhedens underenheder fik nye navne og blev flyttet fra sted til sted, enhederne emblemer blev fjernet og de luftbårne tropper fik ikke lov til at forlade deres kaserner eller tage på orlov.
Kaptajn Koch delte sin styrke i fire angrebsgrupper. Granit-gruppen under premierløjtnant Rudolf Witzig bestod af 85 mand i 11 svævefly som havde til opgave at angribe og erobre Fort Eben Emael; Stål-gruppen under premierløjtnant Gustav Altmann, der bestod af 92 mand og 9 svævefly, skulle erobre Veldvezelt broen; Beton-gruppen under løjtnant Gerhard Schächt og bestående af 96 mand i 11 svævefly skulle erobre Vroenhoven broen og Jern-gruppen under løjtnant Martin Schächter, med 90 mand i 10 svævefly skulle erobre Cannes broen. Tiden var af afgørende betydning for angrebsstyrken, og især for Granit-gruppen. Det mentes at kombinationen af en lydløs anflyvning og at der ikke var erklæret krig af den tyske regering ville give angriberne overraskelsesmomentet. Tyskerne regnede imidlertid med at dette moment højest ville vare i 60 minutter, hvorefter det overlegne antal belgiere, der forsvarede fortet og broerne, foruden de forstærkninger der måtte blive sendt til området, ville begynde at presse den relativt lille, letbevæbnede luftbårne styrke. Den tyske plan gik derfor ud på indenfor disse 60 minutter at fjerne så mange anti-luftskyts stillinger og individuelle kupler og kasematter som muligt, og for enhver pris ødelægge de langtrækkende kanoner, som dækkede broerne. Det var planen at disse kanoner skulle ødelægges i løbet af 10 minutter, og inden for det tidsrum skulle de luftbårne tropper springe ud af deres svævefly, løbe hen til kanonerne, placere sprængladninger på kanonrørene og bringe dem til eksplosion – mens de var under fjendtlig beskydning.
Den endelige plan for angrebet gik ud på at mellem 9 og 11 svævefly skulle lande på den vestlige bred af Albertkanalen for hver af de tre broer lige før kl. 5.30 den 10. maj, det tidspunkt hvor det var planen at invasionen skulle begynde.
Grupperne der havde til opgave at angribe de tre broer skulle overmande de forsvarende belgiske tropper, fjerne sprængladningerne og forberede sig på at forsvare broerne mod et forventet modangreb. 40 minutter senere skulle tre Ju-52 transportfly flyve over hver position og nedkaste yderligere 24 faldskærmsjægere som forstærkning foruden maskingeværer og betydelige mængder ammunition. Samtidig skulle styrken, der havde til opgave at angribe Fort Even-Emael lande oven på fortet i 11 svævefly, fjerne enhver forsvarer, der forsøgte at afvise dem, ødelægge det artilleri de kunne med sprængladninger og derpå forhindre garnisonen i at slå dem tilbage. Efter at have nået deres indledende mål med at erobre broerne og ødelægge de langtrækkende kanoner på fortet, skulle de luftbårne tropper forsvare deres stillinger indtil de tyske landstyrker nåede frem.

## Slaget
Af sikkerhedsgrunde blev Sturmabteilung Koch spredt på flere steder i Rhinlandet, indtil den fik ordre om, at operationen mod Fort Eben-Emael og de tre broer skulle begynde. Foreløbige ordrer blev modtaget den 9. maj, som beordrede de adskilte enheder til at begive sig til et forudbestemt samlingsområde, og kort efter ankom en ny ordre, der informerede angrebsstyrken om at Fall Gelb skulle begyndte kl. 5.25 den 10. maj. Klokken 4.30 lettede 42 svævefly med 493 tropper fra to flyvepladser ved Köln og armadaen af svævefly og transportfly drejede sydpå mod deres mål. Flyene overholdt en strikt radiostilhed, hvilket tvang piloterne til at stole på en række signalbål, som pegede i retning mod Belgien. Radiostilheden betød også, at de ledende officerer ikke kunne få besked om at slæbetovet på et af svæveflyene var bristet, hvilket tvang svæveflyet til at lande i Tyskland. En anden pilot på et andet svævefly udløste sit svævetov for tidligt, og kunne ikke lande i nærheden af målet. Begge svævefly indeholdt tropper fra Granit-gruppen, der skulle angribe Fort Eben Emael, så den gruppe var mindre end forventet. Da premierløjtnant Witzig befandt sig i et af de to fly betød det også at ledelsen af gruppen overgik til den næstkommanderende, da Witzig blev tvunget til at lande. De resterende svævefly kastede deres slæbetov da de var 30 km fra målene i en højde af 2.300 m, hvilket blev vurderet til at være tilstrækkeligt til at de kunne nå frem til fortet og de tre broer i glideflugt og lande i en så stejl vinkel at de kunne lande på den rigtige måde. Da Ju-52 flyene drejede efter at have sluppet svæveflyene blev de opdaget af belgiske anti-luftskyts enheder, som åbnede ild og forberedte forsvaret i området på at der også var svævefly i området, da de gled ind for at lande ved deres mål.

### Broerne
Alle 9 svævefly med tropperne i Stål-gruppen landede ved siden af Veldwezelt broen kl. 05.20, og pigtråden, der var viklet rundt om landingsskiene fik svæveflyene til at stoppe i en fart. Svæveflyet med løjtnant Altmann landede et stykke fra broen, og en anden var landet lige foran en belgisk bunker, som begyndte at beskyde begge grupper luftbårne tropper med håndvåben. Underofficeren, der havde kommandoen over tropperne fra det andet svævefly kastede hurtigt håndgranater mod bunkeren mens andre af hans mænd placerede en sprængladning på døren til bunkeren og sprængte den, hvilket gjorde at bunkeren kunne angribes og fjernes som forhindring. Samtidig samlede Altmann sine tropper og førte dem langs en grøft der løb langs med broen indtil to mænd kunne nå kanalens bred og klatre op på broens stivere og afbryde forbindelsen til de sprængladninger der var placeret der af den belgiske garnison. De luftbårne tropper forhindrede således broen i at blive sprængt, men stod stadig overfor resten af de belgiske forsvarere, som ikke opgav deres stillinger før en deling forstærkninger tvang dem til at trække sig tilbage til en nærliggende landsby. To feltkanoner der var placeret ca. 500 meter fra broen kunne ikke nedkæmpes med håndvåben og Altmann var tvunget til at bede om luftstøtte i form af adskillige Junkers Ju 87 Stukaer som ramte kanonerne. Stål-gruppen blev først afløst kl. 14.30 men den belgiske modstand betød at de tropper som skulle afløse de først ankom i større styrke kl. 21.30. Under kampen led gruppen tab på 8 døde og 30 sårede.
10 af planlagte 11 svævefly der transporterede Beton-gruppen landede ved Vroenhoven broen kl. 05:15, mens det 11. svævefly var blevet ramt af anti-luftskyts på vej til broen og tvunget til at nødlande på hollandsk område. Svæveflyene blev kraftigt beskudt af antiluftskyts mens de landede. Et af dem blev ramt og stallede mens den endnu var i luften, hvilket betød at tre faldskærmsjægere blev alvorligt såret da den styrtede ned, mens resten af tropperne i svæveflyene ankom uskadt. Resten af svæveflyene landede uden at blive beskadiget. Et af svæveflyene landede nær den bunker som rummede detonatoren til de sprængladninger, der var monteret på broen, hvilket betød at de luftbårne tropper i den straks kunne angribe stillingen. De dræbte besætningen og rev ledningerne til sprængladningerne ud, så broen ikke kunne ødelægges. De resterende belgiske forsvarere ydede kraftig modstand og gennemførte adskillige modangreb i et forsøg på at generobre broen, og blev kun slået tilbage ved hjælp af adskillige maskingeværer som blev kastet ud med faldskærm til de luftbårne tropper kl. 6.15. Konstante belgiske angreb betød at Beton-gruppen ikke kunne trækkes tilbage og afløses af en infanteribataljon før kl. 21.40 efter at have haft tab på 7 døde og 24 sårede.
Alle undtagen et svævefly med Jern-gruppen kunne lande ved deres mål, broen ved Canne, men på grund af en navigationsfejl, som blev begået af piloterne på transportflyet der slæbte svæveflyet, måtte den sidste lande i et forkert område. De andre 9 blev ført gennem kraftig anti-luftskyts beskydning og blev sluppet klokken 5.35 men da de begyndte at nærme sig deres mål blev broen ødelagt af adskillige eksplosioner da den belgiske garnison sprængte ladningerne, der var monteret på broen. I modsætning til garnisonerne på de to andre broer var de belgiske forsvarere ved Canne blevet advaret i forvejen da en mekaniseret tysk kolonne på vej mod broen for at forstærke Jern-gruppen havde været 20 minutter forud for tidsplanen, og dens ankomst ødelagde enhver mulighed for overraskelse og gav forsvarerne tilstrækkelig tid til at ødelægge broen. Da svæveflyene skulle til at lande blev et af den ramt af anti-luftskyts og blev knust mod jorden, hvorved de fleste om bord blev dræbt, men de øvrige 8 landede sikkert, og de luftbårne tropper stormede de belgiske stillinger og fjernede forsvarerne. Klokken 5.50 havde de luftbårne tropper sikret området og den nærliggende landsby Canne, men de blev derefter udsat for et kraftigt modangreb fra belgiske styrker, der kun blev slået tilbage med hjælp fra Stuka styrtbombere. Adskillige modangreb blev gennemført i løbet af natten, således at de luftbårne styrker først kunne afløses om morgenen den 11. maj. Jern-gruppen led de største tab med 22 døde og 26 sårede. En af de tyske soldater blev taget til fange af belgierne. Han blev senere befriet af tyske tropper i en allieret fangelejr ved Dunkerque.

### Fort Eben-Emael
De 9 resterende svævefly der transporterede de luftbårne styrker i Granit-gruppen landede uden problemer på toppen af Fort Eben-Emael, med brug af bremseskærme for at bremse deres fald og hurtigt bringe dem til standsning. De luftbårne tropper kom hurtigt ud af svæveflyene og begyndte at placere sprængladninger på de kanontårne oven på fortet, der husede de kanoner der kunne beskyde de erobrede broer. I den sydlige del af fortet blev objekt nr. 18, en artilleri observations kasemat, der rummede tre 75 mm kanoner beskadiget med en mindre sprængladning og derpå ødelagt med en større sprængladning, som fik kasemattens top og noget af fortets loft til at styrke sammen. objekt Nr. 12, et drejetårn med to kanoner blev også ødelagt af luftbårne tropper, som derefter fortsatte til objekt nr. 26, et tårn med yderligere tre 75 mm kanoner. Selv om sprængladninger blev bragt til sprængning mod dette og de luftbårne tropper, der havde til opgave at sprænge det fortsatte videre, viste det sig at være for tidligt, da en af kanonerne hurtigt blev gjort i stand til at kunne beskyde angriberne, som blev tvunget til at angribe den endnu en gang før den blev ødelagt. Endnu et par 75 mm kanoner i en kuppel blev ødelagt, da det var en barak, som man viste husede belgiske tropper. Forsøget på at ødelægge objekt nr. 24 var knap så vellykket. Målet, to tårne med svære kanoner monteret i dreje kupler var for store til at tropper fra et enkelt svævefly kunne ødelægge dem, så der måtte indsættes tropper fra to. Hulladningsgranater blev påsat tårnene og sprængt, men selv om de rystede tårnene blev det ikke ødelagt, og andre luftbårne tropper måtte klatre op på tårnene og ødelægge kanonrørene.
I den nordlige del af fortet foregik der tilsvarende angreb da de luftbårne tropper havde travlt med at ødelægge eller på anden vis sætte fortifikationerne der husede kanoner ud af spillet. objekt nr. 13 var en kasemat, som rummede flere maskingeværer, der kunne beskyde den vestlige side af fortet. De luftbårne tropper brugte flammekastere til at tvinge de belgiske tropper, som bemandede disse våben til at trække sig tilbage, og sprængte derefter hulladninger mod befæstningen for at sætte den ud af spillet. En anden observationskuppel, objekt nr. 19 blev ødelagt, men to yderligere objekter Nr. 15 og 16 viste sig at være attrapper. En uventet vanskelighed opstod ved objekt nr. 23, en kuppel der kunne hæves og sænkes og som indeholdt to 75 mm kanoner. Det var blevet antaget at våbnene i denne befæstning ikke kunne stoppe de luftbårne angreb, men denne antagelse viste sig at være forkert da kanonerne begyndte at skyde, hvilket tvang de luftbårne tropper i området til at gå i dækning. Den hurtige beskydning fra kanonerne førte til at der blev tilkaldt hjælp fra luften, og en Stuka eskadrille bombede kuplen, uden at ødelægge den. Eksplosionerne tvang dog belgierne til at sænke kuplen under resten af kampen.
Alle indgange og udgange som de luftbårne tropper kunne finde blev ødelagt med sprængstoffer for at spærre garnisonen inde i fortet, så den ikke kunne gennemføre et modangreb. De luftbårne tropper havde nået deres indledende mål om at ødelægge eller beskadige de kanoner, som fortet kunne have brugt til at bombardere de erobrede broer med, men de stod stadig overfor en række mindre kupler og stillinger, som skulle sættes ud af spillet, herunder en række anti-luftskyts stillinger og maskingeværer.
Mens disse sekundære objekter blev angrebet landede et enkelt svævefly på toppen af fortet, og
ud kom premierløjtnant Witzig. Da hans oprindelige svævefly var landet på tysk område, havde han rekvireret endnu et slæbefly, som landede på marken med et påhægtet svævefly. Da de luftbårne tropper havde nedbrudt hegn der lå i vejen, var de klatret op i det nye svævefly og var blevet slæbt gennem anti-luftskyts beskydning til fortet. Efter at have nået deres primære mål holdt de luftbårne tropper fortet mod belgiske modangreb, som begyndte næsten med det samme. Disse angreb blev imidlertid foretaget af infanterienheder uden artilleristøtte, og de var ikke koordinerede, hvilket gjorde det muligt for de luftbårne styrker at slå dem tilbage med maskingeværild. De luftbårne tropper blev også udsat for artilleribeskydning fra flere mindre forter i nærheden og fra belgiske artillerienheder, men beskydningen udrettede ikke noget, og var også ukoordineret, og hjalp ofte de luftbårne tropper med at slå modangrebene tilbage. Der blev indsat patruljer for at sikre at garnisonen blev inde i fortet og ikke forsøgte at bryde ud og forsøge at generobre fortet. Ethvert forsøg fra garnisonen på at indlede et modangreb ville være blevet bremset af at den eneste mulige vej for et sådant angreb var op ad en snoet trappe, og alle åbninger op på fortet var enten erobret eller ødelagt. Angrebsplanen havde opereret med at granit gruppen skulle afløses af 51. ingeniør bataljon i løbet af nogle få timer efter at fortet var blevet erobret, men gruppen blev først afløst kl. 7 den 11. maj. Kraftig belgisk modstand og adskillige ødelagte brier over Meuse havde tvunget bataljonen til at lægge nye broer, hvilket forsinkede den betydeligt. Da først de luftbårne tropper var blevet afløst, gennemførte ingeniørerne og et infanteriregiment, der ankom kort efter ingeniørerne, et angreb på fortets hovedindgang. Overfor dette angreb overgav garnisonen sig kl. 12.30 efter at 60 mand var blevet dræbt eller såret. Over 1.000 belgiske soldater blev taget til fange. Granit-gruppen havde tab på 6 døde og 19 sårede.

## Efterspil
Det luftbårne angreb på de tre broer og Fort Eben-Emael havde samlet set været en stor succes for faldskærmsjægerne i Sturmabteilung Koch; kanonerne i fort Eben-Emael var blevet sat ud af spillet og to af de tre broer var blevet erobret inden de nåede at blive ødelagt. Erobringen af broerne og ødelæggelsen af artilleriet i fortet gjorde muligt for infanteri og kampvogne fra 18. arme at omgå de belgiske forsvarsstillinger og trænge ind i hjertet af Belgien. I en udgivelse efter krigen skrev general Kurt Student om operationen og Granit gruppens indsats i særdeleshed, at: "Det var en dåd, som blev udført med eksemplarisk vovemod og af afgørende betydning ... Jeg har studeret historien om den sidste krig og slag på alle fronter, men jeg har ikke kunnet finde noget blandt de mange strålende operationer, der blev udført af venner og fjender, som kan sammenlignes med den succes som Kochs angrebsstyrke opnåede. " En række officerer og underofficerer blev tildelt Jernkorsets ridderkors for deres deltagelse i operationen, herunder premierløjtnant Rudolf Witzig som ledede angrebet på Fort Eben-Emael i kaptajn Kochs fravær. Kochs enhed blev udvidet efter afslutningen på slaget om Frankrig til at blive 1. bataljon i det nyopstillede 1. luftlande stormregiment, som kom til at bestå af fire bataljoner af faldskærmsjægere der blev trænet til at være en angrebsstyrke fremført med svævefly. Kaptajn Koch blev forfremmet til major for sin andel i operationen og overtog kommandoen over 1. bataljon.

## Omtale i Wehrmachtbericht
| Dato                 | Original tysk tekst | Dansk oversættelse |
| -------------------- | --- | --- |
| Lørdag, 11. maj 1940 | (Sondermeldung) Das stärkste Fort der Festung Lüttich, Eben-Emael, das die Übergänge über die Maas und den Albert-Kanal bei und westlich Maastricht beherrscht, hat sich Sonnabendnachmittag ergeben. Der Kommandant und 1000 Mann wurden gefangen genommen. Das Fort wurde schon am 10. Mai durch eine ausgesuchte Abteilung der Luftwaffe unter Führung von Oberleutnant Witzig und unter Einsatz neuartiger Angriffsmittel kampfunfähig gemacht und die Besatzung niedergehalten. Als es einem von Norden angreifenden Verband des Heeres nach hartem Kampf gelungen war, die Verbindung mit der Abteilung Witzig herzustellen, hat die Besatzung ihre Waffen gestreckt. | (Særmelding) Det stærkeste fort i Leige fæstningen, Even-Emael, som behersker overgangen over Maas og Albert kanalen vest for Maastricht, overgav sig lørdag eftermiddag. Kommandanten og 1.000 mand blev taget til fange. Fortet blev allerede den 10. maj angrebet af en specialstyrke fra Luftwaffe under kommando af premierløjtnant Witzig og blev gjort ukampdygtigt ved anvendelse af nye kampmidler, hvorefter besætningen blev holdt nede. Da en fra nord angribende enhed fra hæren efter hårde kampe fik forbindelse med Witzig enheden nedlagde besætningen deres våben. |
| Søndag, 12. maj 1940 | Zwischen Hasselt und Maastricht ist der Übergang über den Albert-Kanal erzwungen. Das Fort Eben-Emael, südlich Maastricht, der stärkste Eckpfeiler Lüttichs, ist, wie schon durch Sondermeldung bekanntgegeben in deutscher Hand. Der Kommandant und die Besatzung von 1000 Mann haben sich ergeben. | Mellem Hasselt og Maastricht er overgangen over Albert-kanalen blevet sikret. Fort Eben-Emael, syd for Maastricht, der var hjørnestenen i forsvaret af Liege er, som det allerede er meddelt i en særmelding, faldet i tyske hænder. Kommandanten og besætningen på 1.000 man har overgivet sig. |

## Fodnoter
1. 1 2 3 4 5  Lucas, p. 22
2. ↑  Harclerode, p. 55 Note, dette dækker kun tab og fanger ved Eben-Emael. Belgiske tab i kampene ved de tre broer kendes ikke.
3. ↑  Kuhn, pp. 31–32
4. 1 2 3  Harclerode, p. 55
5. 1 2  Harclerode, p. 46
6. 1 2  Tugwell, p. 47
7. 1 2  Harclerode, p. 47
8. 1 2 3 4  Tugwell, p. 51
9. 1 2 3 4 5 6  Harclerode, p. 48
10. ↑   Det lader til, at der er nogen debat om hvor mange tropper der lå i fortet ved slagets begyndelse. Lucas, p. 21, skriver at "Den belgiske garnison sagdes at være på 2.000 mand", mens Harclerode, p. 47 og Lucas, p. 21, anfører lavere tal på henholdsvis 1.185 og 1.200.
11. 1 2 3 4  Kuhn, p. 29
12. ↑  Harclerode, pp. 47–48
13. 1 2 3  Lucas, p. 21
14. ↑  Tugwell, p. 48
15. 1 2  Harclerode, p. 51
16. 1 2 3  Tugwell, p. 52
17. 1 2  Lucas, p. 20
18. 1 2 3  Vliegen 1988, p. 42.
19. 1 2 3 4  Tugwell, p. 50
20. 1 2  Harclerode, p. 53
21. 1 2 3 4 5  Kuhn, p. 30
22. 1 2 3 4 5 6 7  Kuhn, p. 32
23. 1 2  Vliegen 1988, p. 41.
24. 1 2 3  Harclerode, p. 54
25. 1 2 3 4 5  Lucas, p. 23
26. 1 2 3  Kuhn, p. 34
27. 1 2 3  Lucas, p. 25
28. ↑  Vliegen 1988, p. 43.
29. ↑  Tugwell, p. 57
30. ↑  Tugwell, 58
31. ↑  Kuhn, p. 36
32. ↑  Kurowski, p. 275
33. ↑  Harclerode, p. 58
34. ↑  Die Wehrmachtberichte 1939-1945 Band 1, p. 144, 145.
35. ↑  Die Wehrmachtberichte 1939-1945 Band 1, p. 145.

## Eksterne kilder
- Saunders, Major Tim. Fort Eben Emael 1940. Pen and Sword Books Ltd, 2005. ISBN 978-1-84415-617-7
- Eben-Emael besøgs center Arkiveret 13. marts 2009 hos  Wayback Machine
- Tysk propaganda materiale om fort Eben-Emael efter slaget